# Hemerotrecha bixleri
Espèce
Hemerotrecha bixleri est une espèce de solifuges de la famille des Eremobatidae.

## Distribution
Cette espèce est endémique d'Arizona aux États-Unis,. Elle se rencontre dans le comté de Pima dans les monts Tucson.

## Description
Les mâles mesurent de 10,5 à 13,0 mm et la femelle 12,0 mm.

## Étymologie
Cette espèce est nommée en l'honneur de David E. Bixler.

## Publication originale
- Muma, 1989 : New species and records of Solpugida (Arachnida) from the United States. Douglas Print Shop, p. 1-56 (texte intégral).